# Гуа
Гуа (Гува, Ху, Су, Шу, Ладсу, Сауа) (*д/н — бл. 1077) — 10-й маї (володар) держави Канем в 1071—1077 роках (за іншою хронологією — 1067—1077).

## Життєпис
Стосовно цього маї Канему тривають суперечки, оскільки про нього замало відомостей. Є навіть думка, що гуа була жінкою, тому ретельно приховувало свою стать та справжнє ім'я. Панування гуа було коротким. разом з тим висловлюється думка, що Гуа став першим мусульманським монархом Канему, оскільки в хроніці «Гіргам» є згадка, що його затвердив на троні халіф (якись саме — Фатімідів або Аббасидів — невідомо). Панування тривало до 1071 або 1077 року. Новим правителем став Селма.